# Mathieu Ladagnous
Mathieu Ladagnous (Pau, 12 de desembre de 1984) és un ciclista francès, professional des del 2006 al 2023.
Abans de dedicar-se al ciclisme de carretera era un corredor destacat en ciclisme en pista, modalitat en la qual va arribar a ser campió de França i d'Europa en diverses ocasions.
El 2008 va participar en els Jocs Olímpics d'Estiu de 2008 a Pequín.

## Palmarès en ruta
- 2005
  - 1r al Tour de Mainfranken
  - 1r a la Kreiz Breizh Elites i vencedor de 2 etapes
- 2006
  - Vencedor d'una etapa del Tour del Mediterrani
- 2007
  - 1r als Quatre dies de Dunkerque i vencedor d'una etapa
- 2009
  - 1r a la Tropicale Amissa Bongo i vencedor d'una etapa
  - 1r a la Polynormande
- 2011
  - Vencedor de 2 etapes del Tour del Llemosí
  - Vencedor d'una etapa del Tour de Valònia
- 2013
  - 1r a la Boucles de l'Aulne
  - Vencedor d'una etapa del Tour del Llemosí

### Resultats al Tour de França
- 2007. 112è de la classificació general
- 2010. 93è de la classificació general
- 2012. 85è de la classificació general
- 2014. 76è de la classificació general
- 2015. 71è de la classificació general
- 2016. Abandona (9a etapa)
- 2019. 126è de la classificació general
- 2020. 94è de la classificació general

### Resultats a la Volta a Espanya
- 2008. 89è de la classificació general
- 2009. 63è de la classificació general
- 2016. 98è de la classificació general
- 2020. Abandona (11a etapa)

### Resultats al Giro d'Itàlia
- 2017. 97è de la classificació general
- 2018. No presentat (21a etapa)

## Palmarès en pista
- 2001
  -  Campió d'Europa sub-23 en Madison (amb Fabien Patanchon)
- 2002
  -  Campió del món júnior en Madison (amb Tom Thiblier)
  -  Campió de França de persecució júnior
- 2003
  -  Campió d'Europa sub-23 en Madison (amb Fabien Patanchon)
- 2004
  -  Campió de França de persecució sub-23
- 2005
  -  Campió de França de persecució per equips
- 2006
  -  Campió de França de persecució per equips
- 2011
  -  Campió de França de persecució